# Domodedovo Airlines
Pour les articles homonymes, voir Domodedovo et DMO.
Domodedovo Airlines (en russe : Домодедовские авиалинии, Domodedovskie avialinii) est une compagnie aérienne russe basée à l'aéroport international de Domodedovo. Elle a été créée en janvier 1998 et fait partie des principales compagnies russes.

## Code data
- Association internationale du transport aérien AITA Code : E3
- Organisation de l'aviation civile internationale OACI Code : DMO
- Nom d'appel :

## Alliance
- Membre d'AiRUnion alliance entre compagnies russes comprenant :

- KrasAir
- Omskavia Airlines
- Samara Airlines
- Sibaviatrans (SIAT)

## Destinations
- La compagnie exploite 22 destinations régulières et 5 destinations charter.

## Flotte
La compagnie exploite différents types d'avions d'origine russe : 
- 3 Ilyushin IL-96-300 (294 sièges)
- 2 Tupolev TU-154M (145 à 166 sièges)
- 17 Ilyushin IL-62MS (deux versions possible : 138 sièges: 12 first + 24 business + 102 économie ou 174 sièges tous en économie)